# منجم منصورة
```
منجم منصورة
، أحد مناجم 
شركة التعدين العربية السعودية
. يقع على بعد 460 كم شمال شرق مدينة 
جدة
، ويتألف من مكمنين متجاورين يحتويان أكسيد الذهب في الطبقات العليا، ويدنوها معادن الكبريتيدات الحاملة للذهب.
[
1
]
```